# نقشارة تريسترام
نقشارة تريسترام (الاسم العلمي: Curruca deserticola) (بالإنجليزية: Tristram's warbler)‏ هو نوع من هوازج العالم القديم في عائلة دخلية. يوجد في الجزائر، وليبيا، وموريتانيا، والمغرب، وتونس، والصحراء الغربية. الموطن الطبيعي هي أراضي الأشجار القمئية الشبه الاستوائية الجافة.
تمت تسمية النوع على اسم القس هنري بيكر تريسترام، الذي جمع أيضًا عينات من التاريخ الطبيعي.